# Haltom City (Texas)
Haltom City es una ciudad ubicada en el condado de Tarrant en el estado estadounidense de Texas. En el Censo de 2010 tenía una población de 42.409 habitantes y una densidad poblacional de 1.323,06 personas por km².

## Geografía
Haltom City se encuentra ubicada en las coordenadas 32°49′4″N 97°16′16″O / 32.81778, -97.27111. Según la Oficina del Censo de los Estados Unidos, Haltom City tiene una superficie total de 32.05 km², de la cual 31.97 km² corresponden a tierra firme y (0.25%) 0.08 km² es agua.

## Demografía
Según el censo de 2010, había 42.409 personas residiendo en Haltom City. La densidad de población era de 1.323,06 hab./km². De los 42.409 habitantes, Haltom City estaba compuesto por el 66.48% blancos, el 4.19% eran afroamericanos, el 0.92% eran amerindios, el 8.1% eran asiáticos, el 0.23% eran isleños del Pacífico, el 16.94% eran de otras razas y el 3.13% pertenecían a dos o más razas. Del total de la población el 38.94% eran hispanos o latinos de cualquier raza.